# Chandigarh
Chandigarh ([tʃə̃ˈɖiːɡəɽʱ]ⓘ panyabí: ਚੰਡੀਗੜ੍ਹ, hindi: चंडीगढ़) es una ciudad de la India. Según el censo de 2011, tiene una población de 1 026 459 habitantes.
La ciudad sirve de capital a dos estados: Punyab y Haryana. Sin embargo, no pertenece a ninguno de estos estados, sino que es administrada de forma directa por el gobierno federal.
El primer arquitecto de la ciudad fue el franco-suizo Le Corbusier, que desarrolló los principales edificios de gobierno y también inmuebles culturales como el Museo del Gobierno y Galería de Arte. Asociado con Edwin Fry y Jane Drew realizó el proyecto para la nueva capital del Panyab en 1951. En la actualidad, Chandigarh recoge la mayor concentración de obras de Le Corbusier. 
El Complejo del Parlamento de Chandigarh fue declarado por la UNESCO en julio de 2016 como Patrimonio Cultural de la Humanidad. La inscripción de la UNESCO se hizo bajo el título "La obra arquitectónica de Le Corbusier, una contribución destacada al movimiento moderno". Los edificios del Capitol Complex incluyen el Tribunal Superior de Punjab y Haryana, la Secretaría de Punjab y Haryana y el Palacio de la Asamblea, junto con los monumentos Open Hand, Martyrs Memorial, Geometric Hill y Tower of Shadow, y Rock Garden. 
La ciudad tiene uno de los ingresos per cápita más altos del país. El territorio de la unión tiene uno de los Índices de Desarrollo Humano más altos. 
El manejo de la pandemia del COVID-19 por parte del gobierno en India dañó la imagen del gobierno local, ya que los votantes sintieron que no recibieron la ayuda deseada para obtener las camas de hospital y el oxígeno médico por parte de sus representantes electos. Los consejeros en funciones fueron acusados de no ser accesibles cuando el público necesitaba apoyo. Se presentaron quejas de que el gobierno local no tomó ninguna medida de alivio importante.
La población de Chandigarh tiene un alto nivel de alfabetización, cercano al 97 %. En la ciudad se encuentran numerosas escuelas e institutos de renombre. Es además la sede de diversos centros de estudios superiores.
La población de la ciudad es de 1 026 459 habitantes. De estos, un 80.8 % practica el hinduismo y un 13.1 % el sijismo. El 4.9 % de la población es musulmana.

## Etimología
El nombre de Chandigarh es un acrónimo de Chandi y Garh. Chandi se refiere a la diosa Chandi, la forma del guerrero de la diosa Parvati y Garh significa fortaleza. El nombre se deriva de Chandi Mandir, un antiguo templo dedicado a la diosa hindú Chandi, cerca de la ciudad en el distrito de Panchkula.

## Historia
Jawaharlal Nehru ordenó la construcción de la ciudad para mostrar el espíritu moderno de la nueva nación india. Después de la división del Panyab en tres estados (Punyab, Hariana y Himachal Pradesh) la ciudad quedó fuera de los tres.
Chandigarh fue el único proyecto urbano ejecutado por Le Corbusier. Aparte del planeamiento urbanístico general de la ciudad, con su trazado de calles, zonas de viviendas, parques y jardines, etc. hay varios edificios singulares de interés en la zona llamada "El Capitolio", en la parte septentrional de la ciudad:
- La Asamblea de Chandigarh
- El Palacio de Justicia
- El Edificio del Secretariado, obra del arquitecto suizo Le Corbusier
- Monumento a la Mano Abierta

## Demografía
| Gráfica de evolución de Chandigarh entre 1901 y 2011 |
|                                                      |

## Galería

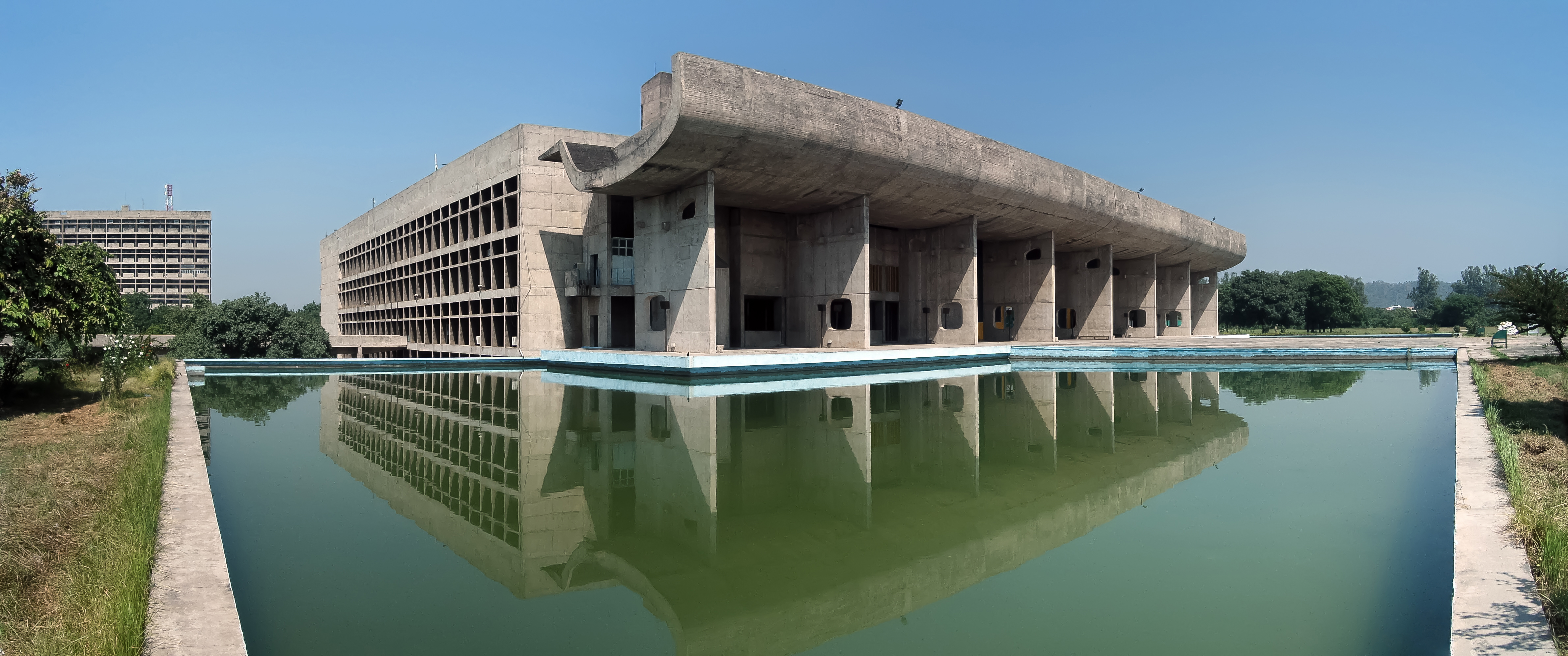
Palacio de la Asamblea (Le Corbusier)
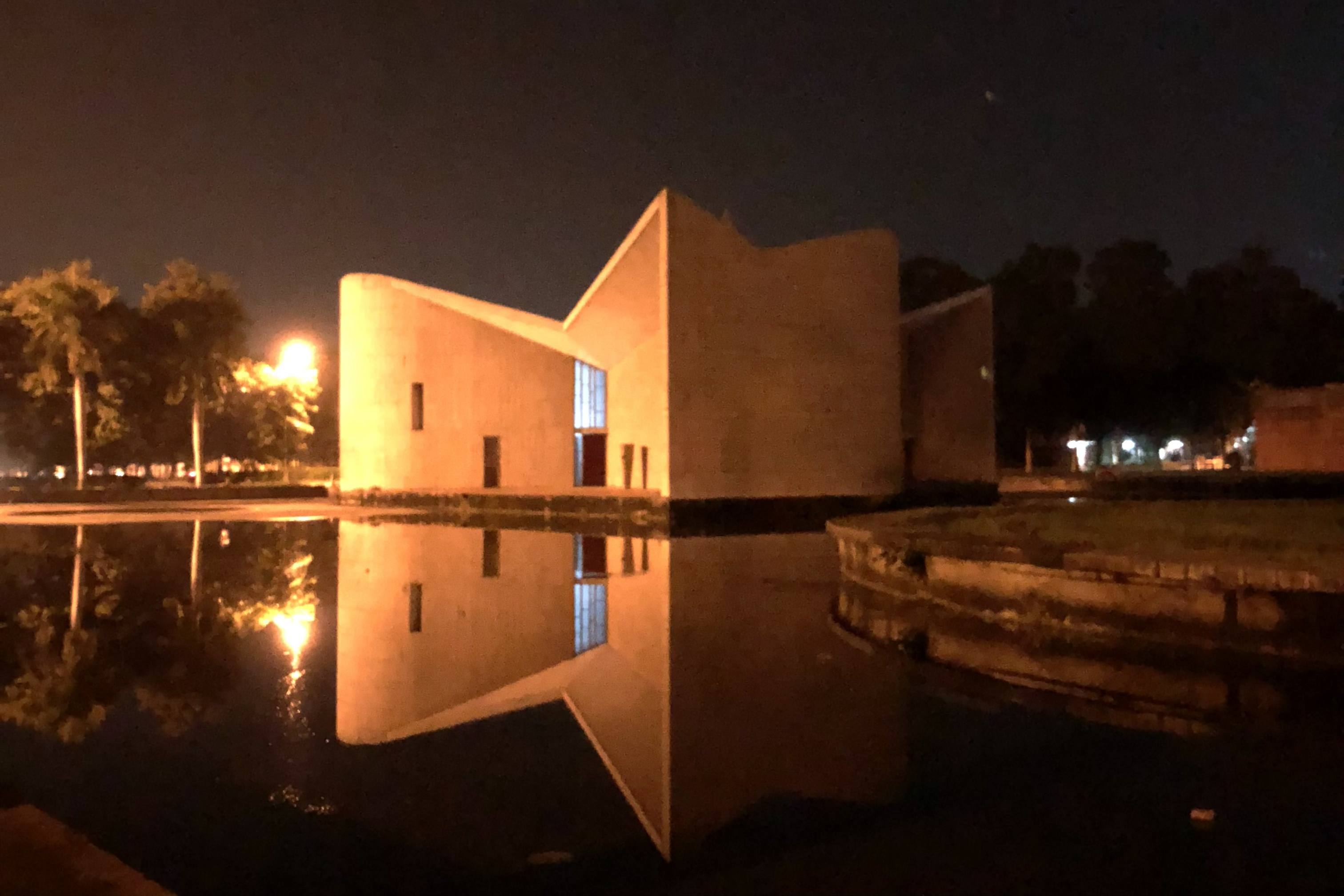
Gandhi Bhavan en la Universidad Panjab